# Edward Elric
Edward Elric (jap. エドワード・エルリック Edowādo Erurikku) – postać fikcyjna, protagonista i tytułowy bohater mangi i anime Fullmetal Alchemist. Jest żołnierzem w stopniu majora i Państwowym Alchemikiem o przydomku „Stalowy”. W obu wersjach anime głosu użycza mu Romi Paku.

## Opis postaci
Edward urodził się w 1899 roku w Resembool, jako syn Van Hohenheima i Trishy Elric. Po odejściu Van Hoheheima, Trisha sama wychowywała synów, jednak w 1904 roku zmarła na chorobę zakaźną. Ed, podobnie jak Al od dziecka interesował się alchemią i wkrótce potem razem wyruszyli w podróż, w czasie której poznali Izumi Curtis. Kobieta, mieszkająca w Dublith na południu wraz z mężem Sigiem, zostaje ich nauczycielką alchemii. Jako element treningu, obaj musieli przeżyć miesiąc na bezludnej wyspie, bez możliwości używania alchemii. Po powrocie do Resembool, w 1910 bracia Elric przeprowadzają zakazaną transmutancję ludzkiego ciała, chcąc przywrócić matkę do życia. Przedsięwzięcie kończy się jednak niepowodzeniem – wskrzeszone ciało (niepodobne do człowieka) natychmiast umiera, natomiast bracia za złamanie tabu – stają przed „Prawdą”. W wyniku tego Ed, traci lewą nogę, natomiast Al – całe ciało. Wówczas Edward poświęca swoją prawą rękę, aby przywołać duszę brata, do stojącej nieopodal zbroi. Po tym zdarzeniu bracia udali się do zaprzyjaźnionej rodziny Rockbellów, gdzie Winry wykonała protezy dla Eda. W rok po tych wydarzeniach, 3 października 1911 bracia spalili swój dom i wyruszyli poszukiwać sposobu na odzyskanie dawnych ciał. W międzyczasie Edward zostaje zwerbowany przez Roya Mustanga i pomyślnie przechodzi egzamin na Państwowego Alchemika, otrzymując przydomek „Stalowy”. Ponieważ otworzył Bramę Prawdy, nie potrzebuje rysować kręgów transmutacyjnych – używa zdolności alchemicznych klaskając dłońmi.
Od tej chwili bracia szukają kamienia filozoficznego, dzięki któremu mogliby odzyskać ciała. Udaje mi się zdobyć informacje o nim, od doktora Marcoh, który kiedyś nad nim pracował. Niebawem trafiają na ślady homunkulusów, mając nadzieję, że dzięki ich nieśmiertelności zdołają także osiągnąć swój cel. Aby zbliżyć się do homunkulusów, Edward chce prowokuje Scara, zabijającego Państwowych Alchemików, do ataku i dzięki temu wkrótce pojawia się Gluttony. Z pomocą Linga, Lan Fan i Fu, a także Mustanga udaje się schwytać i uwięzić homunkulusa. W ataku gniewu Gluttony uwalnia się i przypadkowo pożera Eda, Linga oraz Envy'ego. Dzięki umiejętnościom alchemicznym Eda, udaje im się wydostać, po czym trafiają do siedziby Ojca. Aby przeciwstawić się homunkulusom, a także aby znaleźć May Chang (dziewczynkę posługującą się danchemią – leczniczą alchemią), Al i Ed wyruszają na północ i trafiają do fortecy Briggs, dowodzonej przez generał Olivier Mirę Armstrong. W trakcie pobytu w Briggs, przybywa tam Solf Kimblee, który nakazuje Elricowi znaleźć m.in. Scara. Wówczas Edward zostaje rozdzielony z bratem i przez pewien czas wędruje z chimerami Dariusem i Heinkelem, a następnie z homunkulusem-banitą, Greedem od którego dowiaduje się o Dniu Sądu. Wkrótce potem trafiają oni do Liore, gdzie walczą z Pride'm. Pomimo że homunkulus ma przewagę, Edward nie musi obawiać się śmierci, gdyż jest jednym z kandydatów na „ofiarę”. Podczas końcowej konfrontacji udaje mu się zabić Pride'a (osłabionego przeprowadzeniem ludzkiej transmutancji) dzięki pomocy duszy Kimblee'a, uwięzionej wewnątrz homunkulusa. W następnej walce z Ojcem, proteza ręki Edwarda zostaje zniszczona i jego życie jest zagrożone. Wówczas Alphonse, z pomocą May, przeprowadza transmutancję swojej duszy (niszcząc zbroję i powracając do prawdziwego ciała za Bramą Prawdy) i dzięki temu przywraca bratu jego prawdziwą rękę. Aby przywrócić Ala do życia, Ed poświęca własną Bramę, tym samym zrzekając się umiejętności alchemicznych. Po odzyskaniu ciała bracia wracają do Resembool, a po dwóch latach Ed wyznaje swoje uczucia Winry i wyjeżdża na zachód, aby dowiedzieć się więcej o alchemii.

## Odbiór
Edward Elric został uznany za najlepszą postać męską w cyklu Anime Grand Prix w 2003 roku. W dwóch kolejnych latach zajął odpowiednio trzecie i piąte miejsce. Opiniotwórczy serwis IGN w swojej liście 25 najważniejszych postaci z anime z 2009 roku, uplasował Edwarda na siódmym miejscu. Pięć lat później został zaklasyfikowany jako ósmy.
Dubbingująca go Romi Paku w 2003 zdobyła nagrodę Anime Grand Prix w kategorii najlepszy seiyū. W 2004 i 2005 zajęła trzecie miejsca. W tej samej kategorii zwyciężyła w 2004 roku wygrywając Tokyo Anime Award.